# پارک ملی صنوبر درنووا
پارک ملی صنوبر درنووا (به لاتین: Fir of Drenovë National Park) یک منطقهٔ مسکونی و جنگل در آلبانی است که در ناحیه کورچه واقع شده‌است.